# السينما الماليزية

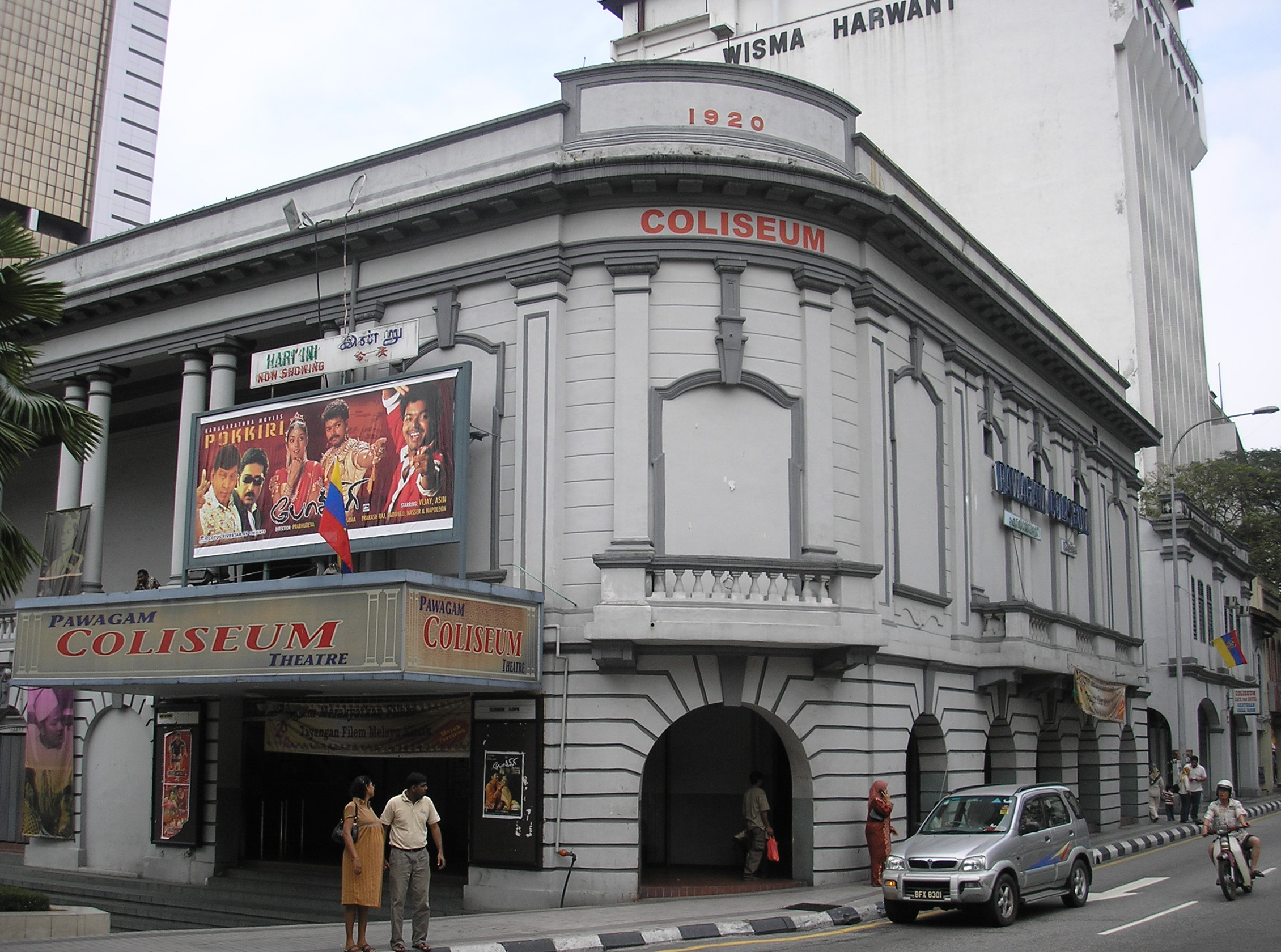
سينما الكوليسيوم، كوالالمبور، ماليزيا.

تتكون السينما في ماليزيا من أفلام روائية منتجة في ماليزيا، تم تصويرها باللغة الملايوية والماندرين والكانتونية والتاميلية ولغات السكان الأصليين المختلفة والإنجليزية.
تنتج ماليزيا حوالي 60 فيلمًا روائيًا سنويًا، وما بين 300–400 دراما ومسلسل تلفزيوني سنويًا بخلاف الإنتاج الداخلي لمحطات التلفزيون الفردية. تمتلك الدولة أيضًا جوائزها السينمائية السنوية على المستوى الوطني، والمعروفة باسم مهرجان ماليزيا السينمائي. يوجد حوالي 150 دار دراما وسينما في ماليزيا، لا تعرض الأفلام المحلية فحسب، بل الأفلام الأجنبية أيضًا. نرحب بمنتجي الأفلام الأجانب للتصوير في موقع في ماليزيا، والقيام بمشاريع الإنتاج المشترك للأفلام حتى تتاح للفنانين والفنيين المحليين فرصة اكتساب الخبرة والخبرة. يوجد حاليًا بعض الممثلين الماليزيين المشهورين عالميًا مثل ميشيل يوه وهنري غولدينج.